# Гаряєв Нальджи Ліджийович
Нальджи Ліджийович Гаряєв (нар. 1889, тепер Калмикія, Російська Федерація — 1958, тепер Російська Федерація) — радянський діяч, голова Ради народних комісарів Калмицької АРСР. Депутат Верховної Ради СРСР 1-го скликання (1937—1944).

## Біографія
Народився в селянській родині. З 1900 року — пастух, селянин, голова сільської ради, профспілковий уповноважений рибного промислу.
Член РКП(б) з 1921 року.
Потім — уповноважений ЦВК Автономної області калмицького народу з робітничих питань, інструктор Астраханського губернського відділу Спілки харчовиків, голова Калмицької обласної контрольної комісії РКП(б), завідувач організаційного відділу Калмицького обласного комітету ВКП(б).
У 1926—1929 роках — слухач Комуністичного університету імені Свердлова в Москві.
У 1929 році — завідувач організаційного відділу Калмицького обласного комітету ВКП(б).
У 1929—1937 роках — голова, директор, керуючий Калмицького державного рибопромислового тресту.
У 1937 — грудні 1943 року — голова Ради народних комісарів Калмицької АРСР.
У 1944 році був депортований до Красноярського краю. З 1944 року — начальник відділ робітничого постачання Назаровського консервного заводу Красноярського краю.
Подальша доля невідома.

## Нагороди
- орден Трудового Червоного Прапора (1.08.1936)
- медалі